# Ioannis Sarmas
Ioannis Sarmas (řecky Ιωάννης Σαρμάς; * 21. března 1957 Kós) je řecký soudce a politik, který v roce 2023 krátce zastával funkci prozatímního řeckého premiéra. Od 4. listopadu 2019 je předsedou řeckého účetního dvora.
Protože v květnových parlamentních volbách v roce 2023 nebyla sestavena nová vláda, jmenovala jej prezidentka Katerina Sakellaropulosová 25. května 2023 prozatímním předsedou řecké vlády a stal se tak 100. držitelem tohoto úřadu. Funkci prozatímního premiéra vykonával až do sestavení nové vlády Kyriakose Mitsotakise po volbách v červnu 2023.

## Život
Dne 4. listopadu 2019 byl jmenován předsedou řeckého účetního dvora, přičemž jeho funkční období je podle řecké ústavy čtyřleté a nelze jej prodloužit.
V letech 1984–1986 sloužil jako záložní důstojník řeckého letectva. Předtím, koncem 70. let 20. století, studoval práva v Athénách a v letech 1980–1985 absolvoval postgraduální a doktorandské studium v Paříži s velmi dobrým prospěchem.
Do služeb právního systému vstoupil v lednu 1987, nejprve do roku 1993 pracoval ve státní radě a poté na účetním dvoře.
V letech 2002 až 2013 byl členem a předsedou sektoru na Evropském účetním dvoře.
Jako viceprezident účetního dvora vedl v letech 2014 až 2019 jeho třetí sektor.
Získal čestné doktoráty na Mezinárodní řecké univerzitě, Univerzitě Panteion a Aristotelově univerzitě v Soluni v oborech veřejná správa a právo.